# 青森市民文化ホール
青森市民文化ホール（あおもりしみんぶんかホール）は青森県青森市勝田1丁目20の1にかつてあった青森市敷設のコンベンション施設。かつての浦町駅跡に作られたもので、現在は青森市文化ゾーンに位置する。「市制施行80周年」を記念して1979年に建設された。青森市民文化ホール条例によってその利用規則は定められている。概観は焦げ茶色をしている。正面には平和公園がある。
付近に青森市文化会館があるが、そちらよりも小ぶりでより一般市民向けである。だが、1982年4月8日に当時口コミで話題が集まり始めていたTHE ALFEEがライブを行った事もある。
2006年11月17日に、2007年6月末日をもって閉館することが決定。2007年4月11日より、事実上文化ホールが移転したような形となる、青森市民ホールが利用を開始し、同年7月に閉館した。2009年に建物の取り壊し工事が開始され、2014年9月23日に跡地にハッピードラッグ勝田店がオープンしている。

## 施設
青森市民文化ホールは、市民による文化創造の場の提供とその意識の向上を目的に、「市制施行80周年」を記念し建設されて以来、これまで「練習室のある小劇場」として親しまれ利用されてきた。ニーズに合わせた各練習室と565席を持つ多目的ホールを主体に、開放感あふれるホワイエや身体障害者の利用に優しい配慮など、文化の香り高い小劇場となっている。
- ホール
  - 客席565席（固定席513、移動席46、身障者席6）
- 楽屋（A/B共60m2）
- 大練習室（103m2）
- 中練習室（87m2）
- 小練習室（60m2）
- 和室練習室（60m2）
- 談話室（30m2）

## 施設案内
- 開館時間　午前9時～午後10時
- 休館日 毎月第3月曜日（この日が祝日の場合は翌日）及び、年末年始（12月29日～翌年1月3日）
- ご利用方法

1. 使用申込みは、直接来館されて行うほか、電話またはFAXで行える。
2. 使用申込みをした人は、必ず「使用許可申請書」を提出すること。
3. 使用申込み受付時間は、午前9時～
4. 使用申込み受付期間は、使用希望日の6ヶ月前から7日前まで。
5. 二人以上から同一使用希望日の申し込みがあった場合は、抽選となる。

- 使用料 使用料のうち基本使用料は前納。納入された使用料は原則として返却不可。
- ホール内での食事・喫煙も禁止。（館内は全面禁煙）
- 定員の厳守 入場定員は厳守。開催に際して混雑が予想される時は、整理員を配置するなど事故のないように十分注意すること。

## 交通
- 青森市営バス
  - 南佃経由小柳線・青森空港経由浪岡線「平和公園前」下車　徒歩3分